# Xã La Plume, Quận Lackawanna, Pennsylvania
Xã La Plume (tiếng Anh: La Plume Township) là một xã thuộc quận Lackawanna, tiểu bang Pennsylvania, Hoa Kỳ. Năm 2010, dân số của xã này là 602 người.